# Aguriahana quercus
Aguriahana quercus är en insektsart som först beskrevs av Matsumura 1916.  Aguriahana quercus ingår i släktet Aguriahana och familjen dvärgstritar. Inga underarter finns listade i Catalogue of Life.